# 알폰소 2세 (나폴리)

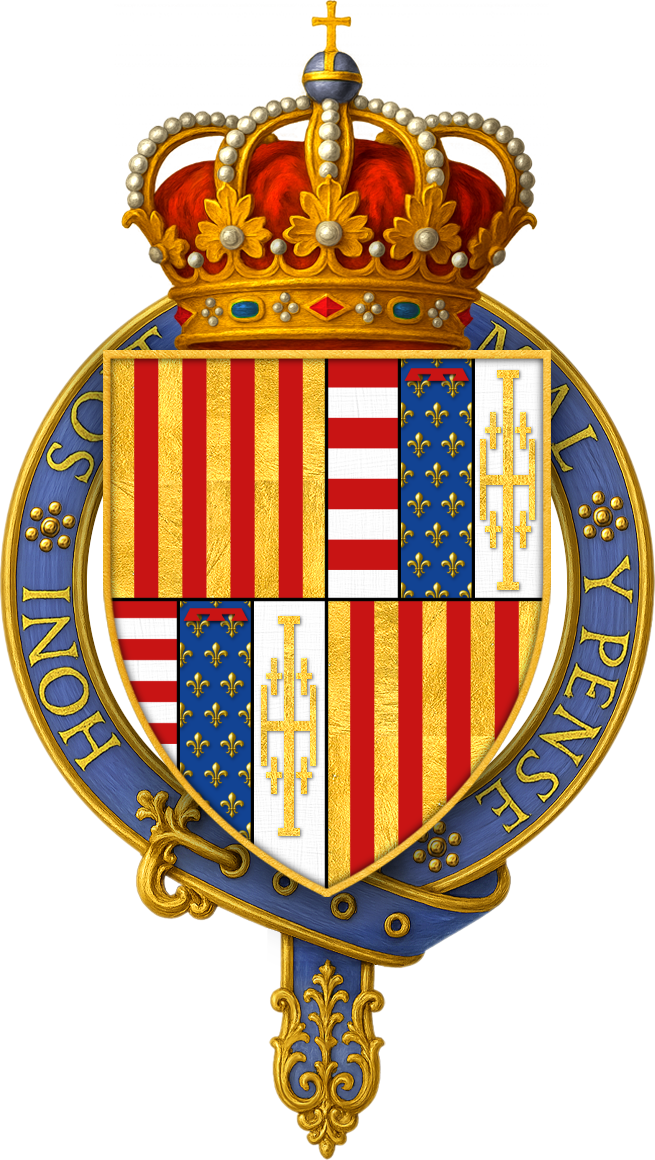
나폴리의 군주 알폰소 2세의 문장

알폰소 2세 디 나폴리(이탈리아어: Alfonso II di Napoli, 1448년 11월 4일 ~ 1495년 12월 18일)는 1494년 1월 25일부터 1495년 12월 18일까지 나폴리와 예루살렘의 군주이다. 칼라브리아 공작으로서 그는 르네상스 시인들, 그의 재임 기간 동안은 건축가들의 후원가였다.

## 어린 시절

### 출생과 성장
나폴리에서 페르디난도 1세와 그의 첫째부인 이사벨라 디 타란토의 장남으로 태어났다. 어머니는 코페르티노 백작 트리스탕 드 클레르몽과 카테리나 델 발초 오르시니의 딸이다. 알폰소는 아라곤 연합왕국의 왕이자 통일 에스파냐 왕국의 첫 공동 통치자인 페르난도 2세의 친척이기도 하다.
어머니가 사망하자(1465년), 예루살렘 왕국에 대한 브리엔 백작의 소유권을 포함한 어머니의 영지 권리를 계승하였다. 알폰소가 15세인 1463년에 그의 종조부 타란토 후작 조반니 안토니오 델 발초 오르시니가 사망하였고, 그는 계승권을 통해 약간의 영지를 획득했다.
20세가 되던해인 1468년에 조반니 폰타노(Giovanni Pontano)를 교수로 임명하여 1475년까지 그로부터 교육을 받았다. 폰타노는 인문주의자였으며 1495년에 알폰소 2세가 퇴위할때까지 개인 비서로도 일했다.

### 피렌체 전쟁
1478년 4월 피렌체에서는 파치가문이 주도한 쿠데타 시도가 있었다. 일명 파치 음모사건으로 불리는 이 사건은, 피렌체의 지배가문이었던 메디치 가문의 정적들이 메디치 가문의 두 형제(로렌초와 줄리아노)를 암살하고 의회와 행정부를 전복시킨후 정권을 장악하려고 시도했던 정변이었다. 교황 식스토 4세의 간접 지원 혹은 묵인하에 진행된 이 사건은 실패로 끝났으며, 성난 피렌체 시민들은 주동자들을 잡아 즉결 처형하고 말았다.
이때 교황은 자신의 심복이자 피사 대주교인 프란체스코 살비아티가 시민들에 의해 효수당한 것을 문제삼아 피렌체에 성무금지령을 내린후 책임자 처벌을 명분으로 로렌초 데 메디치의 신병인도를 요구하였다. 피렌체 정부가 이를 거부하자 교황은 피렌체에 대한 응징을 위해 나폴리 왕국에 군사원조를 요청하였다. 부왕 페르디난도 1세는 영토확장의 좋은 기회로 보고 군대를 파병하였다.
1478년부터 1480년까지 약 2년간에 걸쳐 벌어진 이 전쟁은 피렌체의 로렌초 데 메디치의 뛰어난 외교능력으로 인해 종결되었으나, 나폴리 군대를 이끌고 참전했던 알폰소 왕자는 피렌체를 망국 직전의 위기상황으로 몰아갈 정도로 자신의 군사적 역량을 유감없이 발휘하였다.

### 페라라 전쟁
페라라 전쟁(1482년–1484년)에도 참여하였다.

### 오스만의 침공
1480년 8월 11일 게디크 아메드 파샤 휘하의 오스만 군대가 이탈리아 남서부에 위치한 오트란토(Otranto)를 침공하여 정복한후 주민들을 학살하는 사건이 벌어졌다. 1453년 콘스탄티노폴을 함락시킨 오스만의 메메드 2세는 자신이 비잔틴 황제를 계승한 자로서 비잔틴 제국의 옛영토를 되찾겠다는게 침공의 명분이었다. 보급품 부족으로 인해 게디크 아메드 파샤는 대부분의 병력을 이끌고 알바니아로 귀국하였으나 800명의 보병과 500명의 기병대가 오트란토에 남아 그곳을 장차 오스만 군의 거점으로 삼으려고 하였다. 이 사건은 콘스탄티노폴이 함락된 지 28년밖에 되지 않은 시점에 발생했기 때문에 로마와 나폴리 시민들에게는 같은 운명을 겪을지 모른다는 두려움이 생겼다.
1481년 나폴리 왕 페르디난도 1세는 군대를 소집하였고 알폰소 왕자가 이들을 이끌었다. 1481년 5월 1일부터 나폴리 군대는 교황령군과 합세하여 오트란토에 있는 오스만군을 포위하였다. 5월 3일 메흐메드 2세가 사망한후 후계를 위한 권력 다툼이 시작되면서 본국으로부터 지원이 불확실해지자 오스만 군의 전세가 불리해졌다. 결국 협상 끝에 1482년 9월, 오스만 군은 오트란토(Otranto)에서 철수 하였다.

### 반란 진압
알폰소는 아버지를 도와 남작들의 반란(1485년) 진압과 교황청을 상대로 한 나폴리 왕국의 수호등을 통해 군인으로서 능숙함과 단호함을 보여줬다.

## 통치
알폰소 2세의 통치기간은 매우 짧았다. 1494년 1월 그의 아버지 페르디난도 1세가 사망했을 당시 왕국의 재정은 어려운 상황이었고 프랑스 국왕 샤를 8세의 침공이 임박했었다. 밀라노 공국의 루도비코 스포르차로부터 이탈리아 원정 요청을 여러차례 받은 샤를 8세는 나폴리에 대한 앙주 가문의 권리를 주장하고 있었다. 그래서 알폰소 2세가 1494년 5월 8일에 교황 특사였던 후안 데 보르하 양콜 데 로마니를 통해 공식적인 대관식을 거행하였지만 샤를 8세는 이를 인정하지 않았다.
1494년 9월, 드디어 샤를 8세가 알프스를 넘어서 이탈리아를 침공하였다. 프랑스 군은 당시 다소 생소했던 야전용 소형 대포를 앞세워 피렌체를 굴복시켰고, 포르토베네레에서 알폰소의 형제 페데리코 1세가 이끄는 함대를 격퇴시킨 후, 나폴리로 접근해왔다. 알폰소 2세는 불길한 여러 전조들과 심상치 상황들로 인해 공포감에 휩싸였다. 그래서 1495년 1월에 아들 페르디난도 2세에게 왕위를 물려준후 시칠리아의 수도원으로 도망쳤으나 그 해 12월에 메시나에서 사망했다.

## 르네상스 문화
나폴리 왕국의 왕자로서, 알폰소는 아버지 궁전 주위로 있었던 빛나던 르네상스 문화에 참여했었다. 유럽 문화에 대한 그의 마지막 기여는 그의 La Duchesca 저택과 나폴리 교외에 있는 Poggio Reale이며, 후자 같은 경우에는 1495년 2월-6월까지 나폴리에 잠시 체류했었던 샤를 8세의 마음을 사로잡았고 그는 그가 접해본 "지상 낙원"의 경쟁 대상이라 할만큼 인상을 받았다고 한다.
조르조 바사리가 줄리아노 다 마이아노가 설계하여 1480년대에 완성했다고 말하는 포조 레알레는 완전히 사라졌고 많은 정보를 담은 서술서 또한 존재하지 않다. 몇 십년이 흘러, 바사리가 조사하길, "포조 레알레는 궁전으로서 지어졌고, 항상 가장 아름다운 건물로 손 꼽혔다; 그곳의 프레스코화는 피렌체 출신의 피에트로 델 돈첼로가 했으며, 궁전, 안팍으로 전체에 그림을 그렸던 이인 그의 동생 폴리토는 그 시대 가장 뛰어난 장인으로 고려됐었다고 역사에서 왕이 말했었다." 포조 레알레에 대한 줄리아노 또는 동생 베네데토(Benedetto)와 관련된 기록물은 남아있지 않았고, 오직 절, 설계도에 대한 기록과, 세바스티아노 세를리오에 대한 부정확한 복사본이 있을 뿐이다. 세를리오의 복사본은 수평으로 쌓은 두개로 된 아치장식이 있는 궁전을 4개의 동일한 면이 있는 이상화된 설계도를 보여줄 뿐이다.

## 혼인과 자녀
그의 아버지처럼, 알폰소는 혼인을 두 번 하였다. 그의 첫 부인은 밀라노에서 1465년 10월 10일에 결혼한 이폴리타 마리아 스포르차이다. 그와 사이에서 아이를 가진 정부는 트로자 가첼라이다.
그는 이폴리타와 3명의 자녀를 두었다:
- 페르디난도 2세 (1469년 8월 26일 – 1496년 10월) : 조반나 다라고나와 혼인
- 이사벨라 다라고나 (1470년 10월 2일 – 1524년 2월 11일) : 바리의 여공이자 여대공이며, 밀라노 공작인 사촌 잔 갈레아초 스포르차와 혼인하여 폴란드의 지그문트 1세의 왕비가 되어 자녀 여섯을 갖는 보나 스포르차(1495년 2월 13일 – 1558년 11월 7일)를 포함한 자식을 가졌다.
- 피에트로 디 아라고나(Pietro di Aragona) (1472년 3월 31일 – 1491년 2월 17일): 로사노(Rossano)의 대공이자 풀리아의 중장이며, 다리 수술로 인한 감염으로 사망하였다.[10]

트로자 사이에서 2명의 자녀를 두었다:
- 산차 다라고나 (1478년 가에타에서 출생)
- 알폰소 : 비셸리에(Bisceglie) 공작이자 살레르노 대공이다